# Rama II (powieść)
Rama II (ang. Rama II) – powieść fantastycznonaukowa napisana przez Gentry Lee oraz  Arthura C. Clarke’a opublikowana w 1989 roku. Ta część, jako że napisana głównie przez Lee, charakteryzuje się zdecydowanie innym stylem. Jest również uważana za pierwszą część nowej Ramy, ze względu na fakt, że Spotkanie z Ramą nie zawsze jest uznawane za część cyklu.

## Fabuła
Siedemdziesiąt lat po wydarzeniach z poprzedniej powieści w serii, następny statek kosmiczny obcej rasy pojawia się w układzie słonecznym. Tym razem pojawienie się statku jest oczekiwane przez ludzkość. Wybrana dwunastka ludzi przygotowuje się na wyprawę w celu dokładniejszego zbadania obcego obiektu. Grupa jest przygotowana do eksploracji i jest wyposażona w sprzęt ułatwiający jej zadanie. 
Powieść kończy się opuszczeniem układu słonecznego przez Ramę z trójką astronautów, którzy odłączyli się od grupy.